# Jugendkunstpreis Baden-Württemberg
Der Jugendkunstpreis Baden-Württemberg ist ein seit 1998 verliehener Förderpreis, der federführend vom Ministerium für Kultus, Jugend und Sport Baden-Württemberg und dem Landesverband der Kunstschulen Baden-Württemberg jährlich ausgelobt wird. Partner sind die Volks- und Raiffeisenbanken in Baden-Württemberg.
Er soll jungen Künstlern die Möglichkeit bieten, sich und ihre Werke einer breiteren Öffentlichkeit zu präsentieren. Teilnehmen darf jeder, der bis zum Einsendeschluss zwischen 15 und 21 Jahre alt ist und zum Zeitpunkt der Ausschreibung in Baden-Württemberg wohnt oder eine Schule besucht bzw. eine Ausbildung durchläuft.
Die Preisträger werden von einer Jury in zwei Stufen ermittelt:
- Vorauswahl: Anhand der ausgefüllten Teilnahmebögen werden 40 Arbeiten ausgewählt, die später regional ausgestellt werden.
- Endrunde: Anhand der ausgewählten Originalarbeiten werden 16 Preisträger bestimmt, je acht gewinnen eine Kunstreise oder einen Workshop an der Akademie Schloss Rotenfels.